# 季娜伊达·沃尔科娃

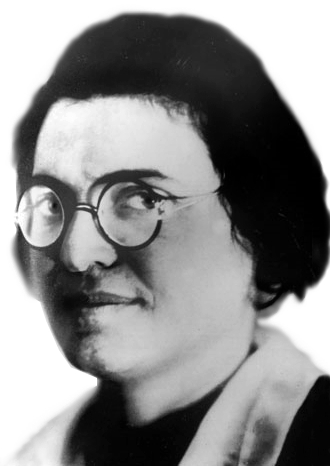
季娜伊达·沃尔科娃

季娜伊达·列夫诺芙娜·沃尔科娃（俄语：Зинаи́да Льво́вна Во́лкова；1901年3月27日—1933年1月5日），婚前姓勃朗施坦，是俄罗斯的一个马克思主义者。她是列夫·托洛茨基与其第一任妻子亚历山德拉·索科洛夫斯卡娅所生的长女。她出生于俄罗斯帝国伊尔库茨克总督府伊尔库茨克省。在父母分居后，她由托洛茨基的姐姐叶利扎维塔抚养，而她的妹妹尼娜则留在母亲身边。
她曾两次结婚，与第一任丈夫扎哈尔·鲍里索维奇·莫格林育有1女：亚历山德拉（1923年—1989年，后生活在苏联），与第二任丈夫普拉托恩·伊万诺维奇·沃尔科夫育有1子：弗谢沃洛德（1926年—2023年，后生活在墨西哥，并改名为埃斯特班，曾任列夫·托洛茨基故居博物馆馆长，其女诺拉·沃尔科夫现任美国国立药物滥用研究所主任）。两任丈夫均在大清洗期间遇害。
1931年1月，她获准离开苏联，前往土耳其探望流亡中的父亲，但她只能带上年幼的儿子，而女儿则留在前夫身边。由于长期患有肺结核和抑郁症，并被禁止返回苏联，她于1933年1月5日在德国柏林自杀。